# Chikodi
Chikodi è una città dell'India di 32.820 abitanti, situata nel distretto di Belgaum, nello stato federato del Karnataka. In base al numero di abitanti la città rientra nella classe III (da 20.000 a 49.999 persone).

## Geografia fisica
La città è situata a 16° 25' 60 N e 74° 35' 60 E e ha un'altitudine di 682 m s.l.m..

## Società

### Evoluzione demografica
Al censimento del 2001 la popolazione di Chikodi assommava a 32.820 persone, delle quali 16.860 maschi e 15.960 femmine. I bambini di età inferiore o uguale ai sei anni assommavano a 3.889, dei quali 2.038 maschi e 1.851 femmine. Infine, coloro che erano in grado di saper almeno leggere e scrivere erano 23.914, dei quali 13.374 maschi e 10.540 femmine.